# Otoconcha roscoei
Otoconcha roscoei är en snäckart som beskrevs av Frank Climo 1971. Otoconcha roscoei ingår i släktet Otoconcha och familjen Charopidae. Inga underarter finns listade i Catalogue of Life.